# Rhynchoconger
Rhynchoconger es un género de peces de la familia Congridae.

## Especies
- Rhynchoconger bicoloratus Kodeeswaran, Mohapatra, Kumar & Lal, 2023
- Rhynchoconger ectenurus (D. S. Jordan & R. E. Richardson, 1909)
- Rhynchoconger flavus (Goode & T. H. Bean, 1896)
- Rhynchoconger gracilior (Ginsburg, 1951)
- Rhynchoconger guppyi (Norman, 1925)
- Rhynchoconger humbermariorum (Tommasi, 1960)
- Rhynchoconger nitens (D. S. Jordan & Bollman, 1890)
- Rhynchoconger smithi Mohapatra, Ho, Acharya, Ray & Mishra, 2022
- Rhynchoconger squaliceps (Alcock, 1894)
- Rhynchoconger trewavasae Ben-Tuvia, 1993